# Sympterygia
Sympterygia ist eine Gattung der Weichnasenrochen (Arhynchobatidae), die zu beiden Seiten des südlichen Südamerikas im südöstlichen Pazifik und im südwestlichen Atlantik vorkommt.

## Merkmale
Sympterygia sind kleine bis große Rochen mit einer rhombenförmigen Kopf-Rumpf-Scheibe und einer bräunlichen Färbung auf der Oberseite. Sie erreichen eine Gesamtlänge von 38 bis 150 Zentimeter. Die Schnauze läuft spitz zu und ist fleischig weich. Der Vorderrand der Brustflossen ist gerade oder leicht eingebuchtet, ihr Hinterrand ist mehr oder weniger wellig. Der Schwanz ist relativ kurz. Die sich auf dem hinteren Schwanzabschnitt befindenden zwei Rückenflossen können zusammengewachsen oder durch eine kleine Lücke voneinander getrennt sein. Die Schwanzflosse ist nur wenig entwickelt. Der Rücken ist unbedornt oder die Dornen beschränken sich auf die Region zwischen den relativ weit auseinander stehenden Augen, den Schulterbereich, die Rückenmittellinie unmittelbar dahinter und eine einzelne Dornenreihe auf der Schwanzoberseite. Die Klaspern sind abgeflacht und enden spitz. Die Anzahl der Rumpfwirbel liegt bei 29 bis 35 und vor der ersten Rückenflosse zählt man 42 bis 61 Schwanzwirbel.

## Lebensraum
Die vier Sympterygia-Arten leben in Tiefen von 5 bis 320 Metern an den Küsten des südlichen Brasiliens, Uruguays und Argentiniens. Sie sind ovipar.

## Systematik
Die Gattung Sympterygia wurde 1837 durch die deutschen Naturforscher Johannes Peter Müller und Friedrich Gustav Jakob Henle eingeführt. Zusammen mit den Gattungen Arhynchobatis, Irolita und Psammobatis bildet Sympterygia die Tribus Arhynchobatini innerhalb der Familie der Weichnasenrochen (Arhynchobatidae).

## Arten
Es gibt vier Arten:
- Sympterygia acuta Garman, 1877
- Sympterygia bonapartii Müller & Henle, 1841
- Sympterygia brevicaudata (Cope, 1877)
- Sympterygia lima (Poeppig, 1835)